# Onyx Equinox
Onyx Equinox es una serie de animación para adultos mexicana-estadounidense creada por Sofia Alexander para Crunchyroll. Se basa en las mitologías de Mesoamérica, principalmente con deidades del mito mexica y maya, aunque también incluye otras culturas como la zapoteca, la olmeca y la totonaca, entre otras. La serie se estrenó el 21 de noviembre de 2020.

## Sinopsis
Izel es un joven azteca que se queda solo en el mundo cuando su hermana y única familia es escogida como sacrificio ritual para los dioses. Izel no quiere seguir viviendo solo, así que intenta suicidarse, pero un emisario de los dioses lo salva y le informa que los dioses lo han elegido para cumplir con cierto destino: cerrar las cinco puertas del inframundo y demostrar la valía de los humanos siendo “el campeón de la humanidad". Izel no siente aprecio por sus congéneres, pero la promesa de que los dioses le pueden devolver a su hermana si cumple con su misión hace que el joven acepte la misión a regañadientes. Izel viajará por la región mesoamericana intentando superar su dolor, haciendo aliados, soportando traiciones y buscando sentido a la desesperación que siente, todo para intentar cumplir el destino que los dioses le han impuesto antes de la siguiente luna nueva. De su éxito dependerá el destino de la humanidad.

## Reparto
- Olivia Brown[2] como Izel: El dudoso héroe de la humanidad. Le encomendaron cerrar las cinco puertas del Inframundo.
- Alejandro Vargas-Lugo[2] como Yaotl: El enviado de los dioses que acompaña a Izel como responsable de que cumpla su misión.
- Sofia Alexander[2] como Kꞌiꞌik: El arma de Izel que evoluciona consumiendo sangre, Meque: un Axolot con un misterioso poder mágico, y Nelli: hermana mayor y fuente de inspiración de Izel.
- Carolina Ravassa[2] como Zyanya: Una guerrera muy hábil y poderosa que quiere restaurar su ciudad tras ser destruida.
- Patrick Pedrazza[2] como Yun: Gemelo de Kꞌin y el más independiente de los dos. Es el núcleo emocional del grupo de Izel.
- Juan Arturo Maldonado[2] como Kꞌin: Hermano de Yun, más malicioso y arriesgado. Tiende a llevar sus bromas demasiado lejos.
- Cástulo Guerra[2] como Mictlantecuhtli, Dios mexica del inframundo.
- Kimberly Woods[2] como Xanastaku: Una sacerdotisa que forma parte del grupo de Izel y desea redimirse de su oscuro pasado.
- Arin Hanson[2] como Tezcatlipoca, Dios azteca de la noche y hermano de Quetzalcoatl.
- Zeus Mendoza[2] como Quetzalcoatl, Dios mexica de la vida y hermano de Tezcatlipoca.
- Fayna Sanchez[2] como la sanadora, o en su forma real Mictēcacihuātl: La señora de la muerte o diosa de la muerte.

## Personajes
- Izel: (13 de marzo, Tenochtitlán) es un joven azteca que es el héroe reacio de la humanidad. A los 13 años, Quetzalcóatl le encarga cerrar las cinco puertas del Inframundo. Es un niño alegre, cariñoso y sensible, pero también un poco inseguro. Sin embargo, siempre tratando de ayudar a los demás a hacer lo correcto, después de la muerte de su hermana Nelli, atraviesa una gran depresión que lo lleva al intento de suicidio que solo fue evitado por la promesa de devolverle la vida a su hermana.
- Zyanya (4 de septiembre, Dani Baán) es una guerrera zapoteca de 19 años con una poderosa habilidad, que busca restaurar su ciudad destruida. Después de que los dioses destruyeron su hogar, Zyanya se endureció y se convirtió en una decidida sobreviviente. Ella busca a Izel y su grupo debido a la búsqueda de cazadores de monstruos y ayuda adicional para encontrar sobrevivientes de la masacre de su hogar.
- Yun (6 de junio, Ox Teꞌ Tuun) es un jugador maya de Ulama, tiene 16 años y es el gemelo individualista de Kꞌin. Es el núcleo emocional del grupo de Izel. Yun, a pesar de ser algo presuntuoso y engreído, también es amable y ayuda a las personas que parecen querer o necesitar ayuda. Es un chico con buenos sentimientos y es capaz de empatizar y comprender a las personas. Yun suele ser el centro emocional del grupo y está dispuesto a anteponer las emociones de sus compañeros a las suyas. Tampoco es una persona violenta y no recurre a la violencia a menos que sea necesario y prefiere resolver los problemas hablando.
- Kꞌin (6 de junio, Ox Teꞌ Tuun) es un jugador maya de Ulama, tiene 16 años y es el gemelo travieso y arriesgado de Yun que a menudo lleva las bromas demasiado lejos. Es engreído y algo cruel, y a menudo no le gusta compartir con los demás, trató mal a Izel en su primer encuentro. Está muy seguro de sí mismo y de sus habilidades en el juego de pelota de ulama, proclamándose el mejor junto con su hermano.
- Xanastaku (10 de noviembre, Tajín) es una sacerdotisa totonaca de 17 años del grupo de Izel. Ella desea redimir su oscuro pasado. Comparado con los demás del grupo, Xanastaku parece ser la más sabia del grupo. A lo largo del viaje, es capaz de descifrar situaciones rápidamente y puede empatizar con cada miembro del grupo. A pesar de lo servicial y amigable que es, Xanastaku no parece ser muy abierta sobre sus habilidades o su pasado.
- Nelli (?, Tenochtitlán) era una joven azteca de 23 años y hermana de Izel. Ella sirve como la mayor fuente de motivación de Izel para completar su misión. Nelli tenía un comportamiento amable y siempre apoyó a su hermano menor Izel. Ella era como un sustituto materno para él, siempre cuidándolo, consolándolo y asegurándose de que fuera responsable y educado.
- Yaotl es el emisario de Tezcatlipoca y acompaña a Izel en su viaje. Yaotl es muy leal a su maestro Tezcatlipoca. Debe ser muy severo con Izel. Tiene una personalidad muy parecida a la de un jefe. Tiende a ser frío con los extraños, como se muestra cuando conoce a Zyanya por primera vez. A pesar de su temperamento severo, no deja de tener compasión y, a menudo, proporciona ayuda a Izel a regañadientes, aunque con un poco de amargura y molestia todo el tiempo.
- Tezcatlipoca al encontrar que la humanidad se ha vuelto irreverente y ha perdido su nobleza, busca destruirla y rehacerla en el equinoccio, pero siguió adelante con la apuesta de Quetzalcóatl para ver si un humano cerraría las puertas del inframundo. Con estos fines, envió a su leal emisario Yaotl a vigilar a Izel para asegurarse de que no habría ningún engaño por parte de Quetzalcóatl. Tezcatlipoca es arrogante y egoísta, molesto con la alta moral de Quetzalcóatl y el desperdicio de sangre de la humanidad en el campo de batalla en lugar de entregarse a los dioses. Es excepcionalmente cruel y vengativo, habiendo robado a Yaotl de Mictecacíhuatl y jurado vengarse de Izel por ser irreverente con él.
- Quetzalcóatl al enterarse del deseo de Tezcatlipoca de destruir y rehacer a la humanidad, Quetzalcóatl propone una apuesta para ver si un humano cerraría las puertas del inframundo, eligiendo a Izel como su campeón. Comparado con la mayoría de los otros dioses, Quetzalcóatl es benevolente, y desea preservar a la humanidad y proteger a su hermano Xolotl. Sin embargo, no piensa mucho en sus peones y vasijas humanas y está dispuesto a manipular a la gente para sus propios objetivos.
- Mictecacíhuatl es la Diosa del Inframundo y Guardiana de los Huesos. Ella se aparece por primera vez a Izel y al grupo como una sanadora, pero luego revela su verdadera identidad antes de ayudarlos a escapar del inframundo.
- Mictlantecuhtli hunde regularmente ciudades enteras en el inframundo, que los otros dioses suponen que se debe a la codicia de la sangre de la humanidad. Sin embargo, no es cruel sin razón, ya que tiene la intención de mantener el equilibrio dentro de su dominio y ahorrar recursos para el equinoccio. Mictlantecuhtli también puede describirse como sabio, ya que comparte importantes conocimientos y consejos con Mictecacíhuatl. Muestra cierta indulgencia y está dispuesto a hacer tratos y compromisos.
- Xolotl es un perro xoloitzcuintle y el hermano gemelo de Quetzalcóatl. Él cuida a Mictecacíhuatl y la acompaña en sus viajes.
- Pitao Cocijo es un dios zapoteca, el cual es invocado por un sacerdote ante el ataque de Mictlantecuhtli en Dani Baán, ciudad hogar de Zyanya.
- Pitao Xoo es el dios zapoteca de la tierra y los terremotos. Lo invocan durante el ataque de Mictlantecuhtli a Dani Baán para proteger a los aldeanos, pero es asesinado por el dios del inframundo.
- Kꞌiꞌik es una daga mágica hallada cerca de una puerta del inframundo en Uxmal, emite un extraño sonido y evoluciona al consumir sangre del Izel.
- Meque es un ajolote mágico proporcionado por Mictecacíhuatl al grupo de Izel para completar de manera más rápida su cometido de cerrar las puertas al inframundo.

## Episodios
| N.º | Título                        | Dirigido por           | Escrito por                                                    | Fecha de emisión original |
| --- | ----------------------------- | ---------------------- | -------------------------------------------------------------- | ------------------------- |
| 1   | «El último día»               | Kevin Altieri          | Charlie Reeves                                                 | 21 de noviembre de 2020   |
| 2   | «Las fauces del jaguar»       | Kuni Tomita            | Joshua Pruett                                                  | 28 de noviembre de 2020   |
| 3   | «Más denso que el agua»       | Emi Yonemura           | Joshua Pruett                                                  | 5 de diciembre de 2020    |
| 4   | «La extraña»                  | Ken Wong               | Jennifer Muro & Charlie Reeves                                 | 12 de diciembre de 2020   |
| 5   | «Reparado y roto»             | Kevin Altieri          | Kristle Peluso                                                 | 19 de diciembre de 2020   |
| 6   | «Su carga»                    | Emi Yonemura           | Charlie Reeves                                                 | 26 de diciembre de 2020   |
| 7   | «El inframundo»               | Ken Wong               | Joshua Pruett & Charlie Reeves                                 | 26 de diciembre de 2020   |
| 8   | «Corre»                       | Kevin Altieri          | Charlie Reeves                                                 | 26 de diciembre de 2020   |
| 9   | «La muerte cae del cielo»     | Emi Yonemura           | Joshua Pruett                                                  | 26 de diciembre de 2020   |
| 10  | «La muerte viene desde abajo» | Ken Wong               | Jennifer Muro, Joshua Pruett, & Charlie Reeves                 | 26 de diciembre de 2020   |
| 11  | «El último año»               | Kevin Altieri          | Charlie Reeves                                                 | 26 de diciembre de 2020   |
| 12  | «La apuesta»                  | Kuni Tomita & Ken Wong | Jennifer Muro, Kristle Peluso, Joshua Pruett, & Charlie Reeves | 26 de diciembre de 2020   |

## Zonas Arqueológicas
| Sitio                                                 | Descripción | Cultura  | Foto |
| ----------------------------------------------------- | --- | -------- | ---- |
| Uxmal (Yucatán, México)                               | Lugar en donde crecieron Izel y Nelli. La primera puerta del inframundo maya se encontraba en dicha ciudad, es resguardada por un custodio híbrido con partes de insecto y calavera. Izel gana la batalla con el uso de Kꞌiꞌik, una extraña daga que se alimenta de sangre. | Maya     |      |
| Dani Baán (Monte Albán, Oaxaca, México)               | Es la primera ciudad en ser atacada por los dioses, y lugar en donde Zyanya pierde a sus padres. En las ruinas de la ciudad se ubica una de las puertas al inframundo. | Zapoteca |      |
| Ox Teꞌ Tuun (Calakmul, Campeche, México)              | Yaotl le encomienda a Izel encontrar un artefacto sagrado dentro de un templo. Izel y Nelli fueron comprados como esclavos en esta ciudad años atrás, en dónde se reencuentra con su padre, y también conoce a los gemelos, Yun y Kꞌin, dos jugadores de pelota muy audaces con quiénes se ve obligado a viajar debido a que la pelota sagrada está unida a ellos. Dentro del templo se observan las figuras de los dioses gemelos, Ixbalanqué y Hunahpú. Mictlantecuhtli ataca la ciudad poco después de la partida de los protagonistas. | Maya     |      |
| Lakam Há (Palenque, Chiapas, México)                  | Se presenta cómo una ciudad abandonada. La segunda puerta del inframundo se ubica aquí, es resguardada por cangrejos gigantes. Mientras Izel, Yun y Kꞌin completan la misión, Yaotl consulta a Quetzalcóatl en el Templo de las Inscripciones, quién toma la forma del rey Pakal para manifestarse. | Maya     |      |
| Tajín (Veracruz, México)                              | Luego de cumplir con las órdenes de Mictecacíhuatl, Izel y sus amigos son teletransportados mágicamente por el Ajolote llamado Meque a la ciudad totonaca. Tras profanar el rito sagrado de los voladores de Papantla, Izel y sus amigos son encarcelados, siendo ayudados por una sacerdotisa llamada Xanastaku, quién desea escapar de su ciudad para olvidar su amargo pasado. La tercera puerta del Xibalbá se halla debajo de la ciudad, siendo custodiada por Camazotz, un murciélago gigante.                                       | Totonaca |      |
| Tenochtitlán (Templo Mayor, Ciudad de México, México) | Tras crecer en Tenochtitlán conviviendo con los humanos, Mictecacíhuatl conoce a un joven guerrero, Yaotl, del qué se enamora profundamente, y planea reunirse con él luego de su sacrificio, sin embargo, Tezcatlipoca lo convierte en su emisario, imposibilitando así la reunión con su amado. | Mexica   |      |

| Simbología                                                                   | Maya | Mexica | Zapoteca | Totonaca | Teotihuacana | Olmeca | Tolteca |
| ---------------------------------------------------------------------------- | ---- | ------ | -------- | -------- | ------------ | ------ | ------- |
| Representación gráfica de cada cultura mesoamericana que aparece en la serie |      |        |          |          |              |        |         |

## Lanzamiento
La serie se lanzó el 21 de noviembre de 2020. Un tráiler fue publicado el 25 de junio. Un segundo tráiler que muestra a los personajes de la serie fue lanzado el 4 de septiembre de 2020. El 11 de noviembre de 2020, Crunchyroll anunció que la serie se doblaria tras su lanzamiento.

## Premios
A principios de diciembre de 2020, la creadora de Onyx Equinox, Sofia Alexander, recibió el premio "New Voice of the Year" de Animation Magazine.